# Shirin Neshat
Shirin Neshat (Qazvin, Iran, 26 de març de 1957) és una fotògrafa i artista visual iraniana resident a Nova York, coneguda per les seves videoinstal·lacions.
Nascuda en una benestant família iraniana, filla d'un conegut metge, va anar a l'escola catòlica a Teheran i posteriorment a l'escola d'art de Los Angeles. Després de la Revolució islàmica de l'Iran, es va establir a San Francisco per estudiar a la Universitat de Berkeley.
La seva obra es refereix a la dona en la societat islàmica en el seu context social, polític i psicològic, preferentment en format de vídeo.

## Obres rellevants
- 1996 - Anchorage
- 1997 - Shadow under the Web
- 1998 - Turbulent
- 1999 - Rapture
- 1999 - Soliloquy
- 2000 - Fervor
- 2001 - Passage
- 2002 - Logic of the Birds
- 2003 - The Last Word
- 2004 - Mahdokht
- 2005 - Zarin
- 2008 - Munis
- 2008 - Faezeh

## Premis i reconeixements
El 1999, va guanyar la XLVIII Biennal de Venècia amb turbulències i Rapture i el 2009 al Festival de Venècia per la seva pel·lícula Women without Men. El 2000 va guanyar una Alpert Awards in the Arts.